# Manic Panic

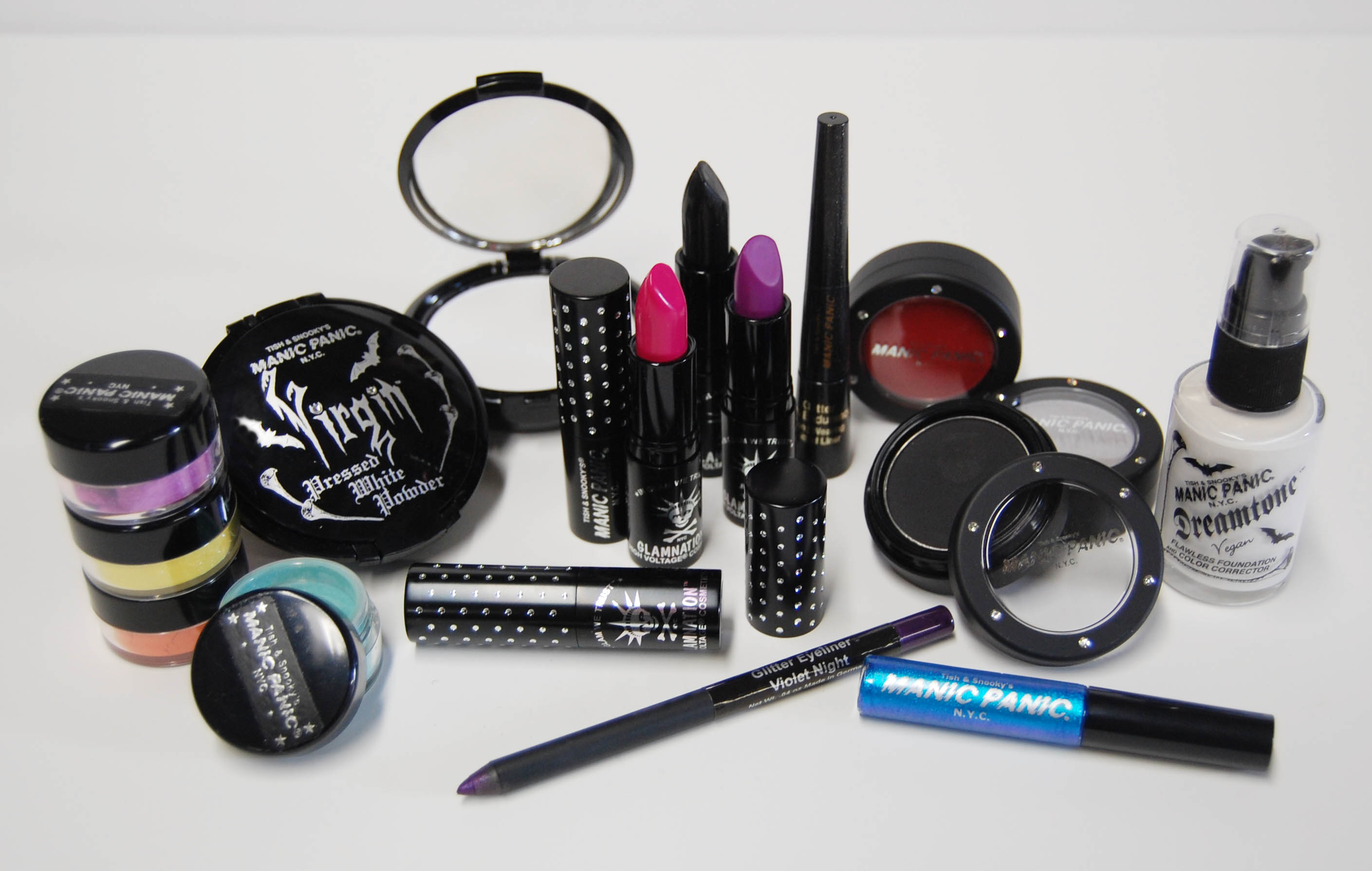
Продукція Manic Panic

Manic Panic — це американський бренд краси и кольору волосся, створений для неформальних людей. Штаб-квартира знаходиться в Нью-Йорку и належить сестрам-музикантам Тіш и Ейлін «Snooky» Біломо. Вони вперше відкрили та керували оригінальним бутіком Manic Panic на Манхетені с 1977 року до кінця 1999 року, коли компанія переїхала до Лонг-Айленд-Сіті.
Їх продукція зараз складається в основному з фарб для волосся, а також добавок для фарбування і косметики.